# Stadthalle Braunschweig

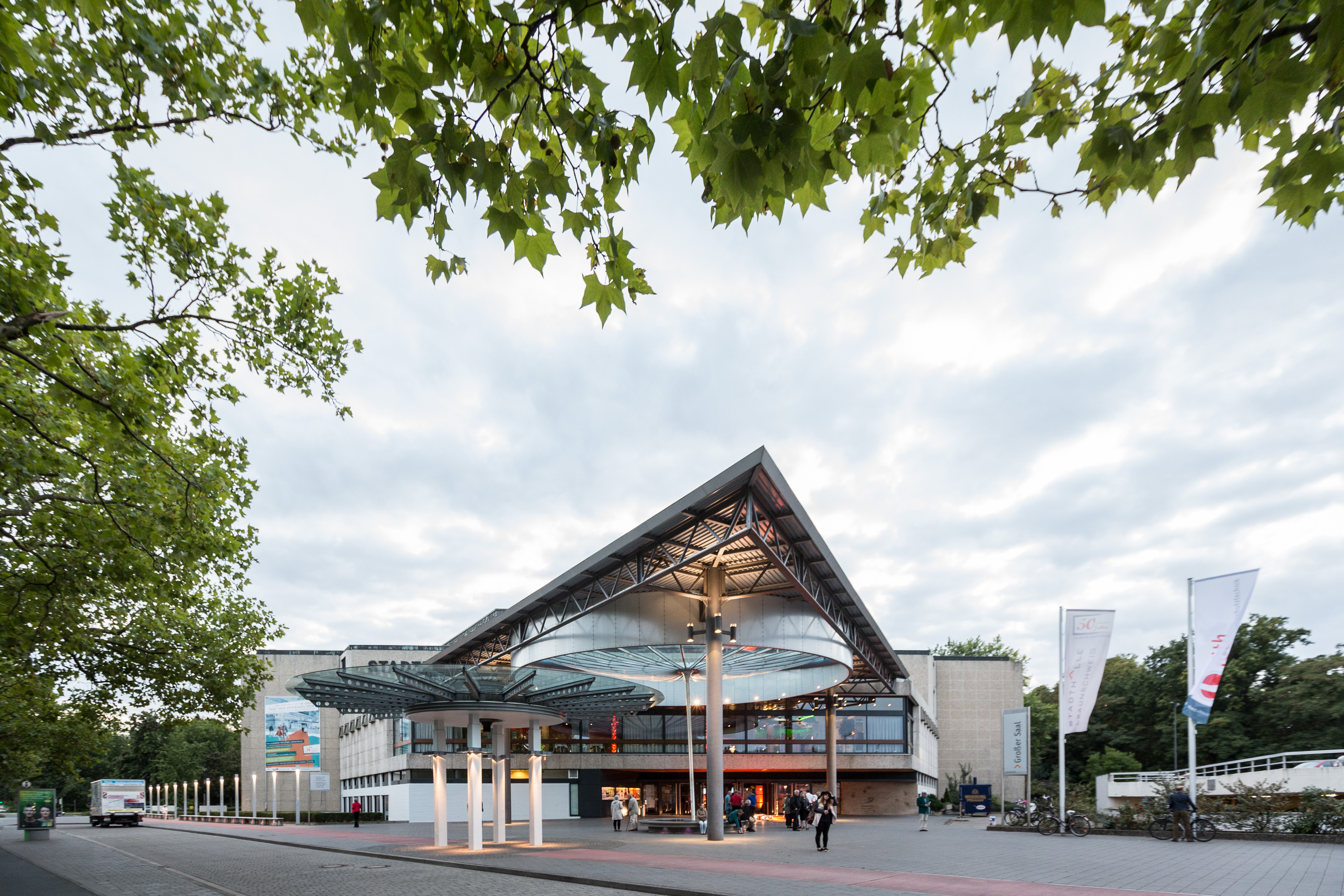
Haupteingang der Stadthalle

Die Stadthalle Braunschweig ist eine Mehrzweckhalle auf dem Leonhardplatz in Braunschweig, die 1965 eröffnet wurde.

## Beschreibung

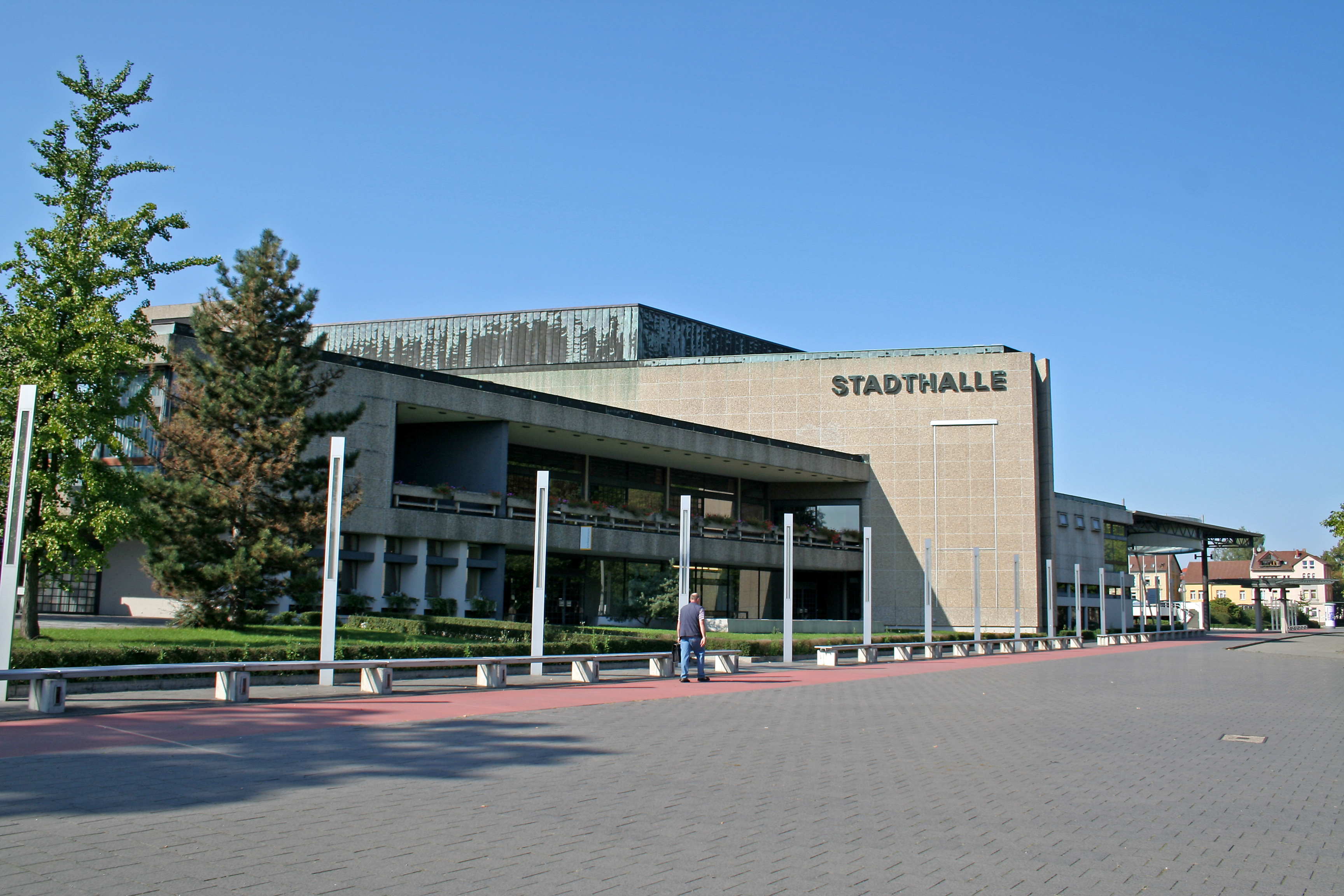

Das Bauwerk wurde durch die Architekten Heido Stumpf und Peter Voigtländer entworfen. Der Große Saal, der Kleine Saal und der Vortragssaal bieten Platz für insgesamt 2950 Personen bei Nutzung mit Sitzreihen. Die Säle können getrennt genutzt oder verbunden werden. Von 1965 bis 2015 hatte die Stadthalle mehr als 15 Millionen Zuschauer und 25.000 Veranstaltungen zu verzeichnen. In der Regel finden mehr als 1.000 Veranstaltungen pro Jahr statt, die von mehr als 300.000 Besuchern besucht werden.
Die Stadthalle bietet Säle sowie Räume für kulturelle und gesellschaftliche Veranstaltungen, Ausstellungen und Kongresse. Sie verfügt über ein getrenntes Tagesrestaurant und Küchen für den Saalbereich. Die Stadthalle wird von der Braunschweiger Veranstaltungsstätten GmbH betrieben, die Volkswagen Halle Braunschweig und das Eintracht-Stadion betreibt.
Die Stadthalle Braunschweig wird derzeit saniert und es finden keine Veranstaltungen statt. Die Wiedereröffnung der sanierten Stadthalle Braunschweig ist für das Jahr 2028 geplant.

## Geschichte

### Alte Stadthalle
Die Braunschweiger Stadthalle befand sich zunächst auf dem Schützenplatz an der Hamburger Straße.
Im April 1928 schlossen sich die Braunschweiger Schützengesellschaft und der Karussellbauer Hugo Haase für die Errichtung und den Betrieb einer Stadthalle zu einer Gesellschaft zusammen. Da sich die Stadt nicht daran beteiligen wollte, wurde auch die Benutzung des Namens Stadthalle zunächst untersagt und die Halle Brunsviga-Halle genannt. Für den Bau wurden Teile einer Halle aus dem Besitz Haases aus Hamburg-Altona zum Schützenplatz umgesetzt. Die Fertigstellung war für das Oktoberfest 1928 vorgesehen. Nachdem bei den Bauarbeiten im August 1928 ein Sturm aufzog, wodurch die Konstruktion einstürzte und ein Zimmermann ums Leben kam, ruhte der Bau bis 1931. Die Eröffnung fand am 1. November 1931 statt. Die Halle bot Platz für 3000 Personen. Von 1930 bis 1935 nannte man sie Ausstellungs- und Festhalle und danach schließlich Stadthalle. Nachdem sie nicht mehr für Veranstaltungen genutzt wurde, zogen Fachmärkte ein, ehe sie 1999 abgerissen wurde.

### Stadthalle auf dem Leonhardplatz
In den 1960er Jahren beschloss man den Neubau einer Stadthalle auf dem Leonhardplatz in der Nachbarschaft zum neuen Hauptbahnhof.
Für die Errichtung der neuen Stadthalle wurde ein Bauwettbewerb ausgerufen, bei der Preisentscheidung am 26. August 1961 erhielten die Duisburger Architektengemeinschaft Heido Stumpf und Peter Voigtländer den 1. Preis. Am 30. August 1961 erteilte der Rat der Stadt der Architektengemeinschaft den Architektenauftrag für den Bau. Am 23. Oktober 1962 begann der Bau und am 15. November 1962 fand die Grundsteinlegung statt. Am 28. Mai 1964 wurde Richtfest gefeiert. Am 15. Dezember 1964 wurde der Stadthallen-Aufsichtsrat und die Gesellschafterversammlung konstituiert. Eingeweiht wurde die Stadthalle am 4. September 1965. Am 16. Dezember 1966 wurde den Architekten Voigtländer (†) und Stumpf der Peter-Joseph-Krahe-Preis für die Stadthalle verliehen.
Am 29. Mai 1969 begrüßte man den einmillionsten Besucher. Mit einer Galapremiere von Holiday on Ice feierte die Stadthalle am 5. September 1990 ihr 25-jähriges Bestehen. 1995 wurde die Ton- und Lichttechnik modernisiert. 1999 erfolgte die Umgestaltung des Vorplatzes mit einem „roten Teppich“ und Lichtsäulen und dem Bau eines neuen Vordaches über den Haupteingang. Bei einem Test des Conference & Incentive Managements wurde die Stadthalle 2004 die fünfte von insgesamt 157 Kongresszentren. Nach umfangreichen Modernisierungsmaßnahmen startete die Stadthalle am 18. September 2009 in eine neue Saison.

## Architektur
Bei der Stadthalle handelt es sich um einen Stahlbetonbau, der sich an einem Raster aus gleichseitigen Dreiecken mit einer Seitenlänge von 5,5 Metern orientiert. Die Überdachung der Säle wurde in Stahlkonstruktion ausgeführt. Die Fassade ist mit Waschbetonplatten verkleidet, ein kleiner Teil ist verputzt, das Dach und die Stadthallen-Schriftzüge bestehen aus Kupfer.

### Räume
- Großer Saal (2300 Personen)
- Kleiner Saal / Congress Saal (200 bis 500 Personen)
- Vortragssaal (150 Personen)
- Konferenzraum
- Foyers